# (7596) Yumi
(7596) Yumi (1993 GH) – planetoida z grupy pasa głównego asteroid okrążająca Słońce w ciągu 5,23 lat w średniej odległości 3,01 j.a. Odkryta 10 kwietnia 1993 roku.